# Хамбахадов, Сайфуллах Ахмадович
Сайфуллах Ахмадович Хамбахадов (англ. Saifullakh Khambakhadov) — боец Кикбоксинга чеченского происхождения, выступающий под эгидой K1 в средней весовой категории. Финалист чемпионата мира Кубка "Татнефть" г. Казань, обладатель пояс чемпиона ACB KB до 70 кг, победитель четверки гран-при Китая, двукратный чемпион России по кикбоксингу, победитель международных турниров.

## Биография
Родился 10 июле 1993 году в селе Марзой-Мохк, Веденском районе, Чеченской Республике, в семье строителя Ахмада и домохозяйки Хеды. В семье всего 4 детей, а Сайфуллах является вторым ребенком в семье. Не за долго после рождения Сайфуллаха в Чеченской Республике началась первая чеченская компания, которая вынудила семью Сайфуллаха покинуть Республику и перебраться в село Черкаск, Саратовской области. Именно в Саратовской области Сайфуллах пошел в первый класс в сельской школе. После окончания активной фазы боевых действий на территории Чеченской Республике, Сайфуллах вместе с семьей переехали в Чеченскую Республику в родовое село. После окончания пятого класса семья Хамбахадовых переехала жить в город Грозный где Сайфуллах окончил школу и поступил в колледж ГГНТУ. На сегодняшний день Сайфуллах учится в Педагогическом Институте Чеченской Республики на факультете физической культуры и спорта.

### Любительская карьера

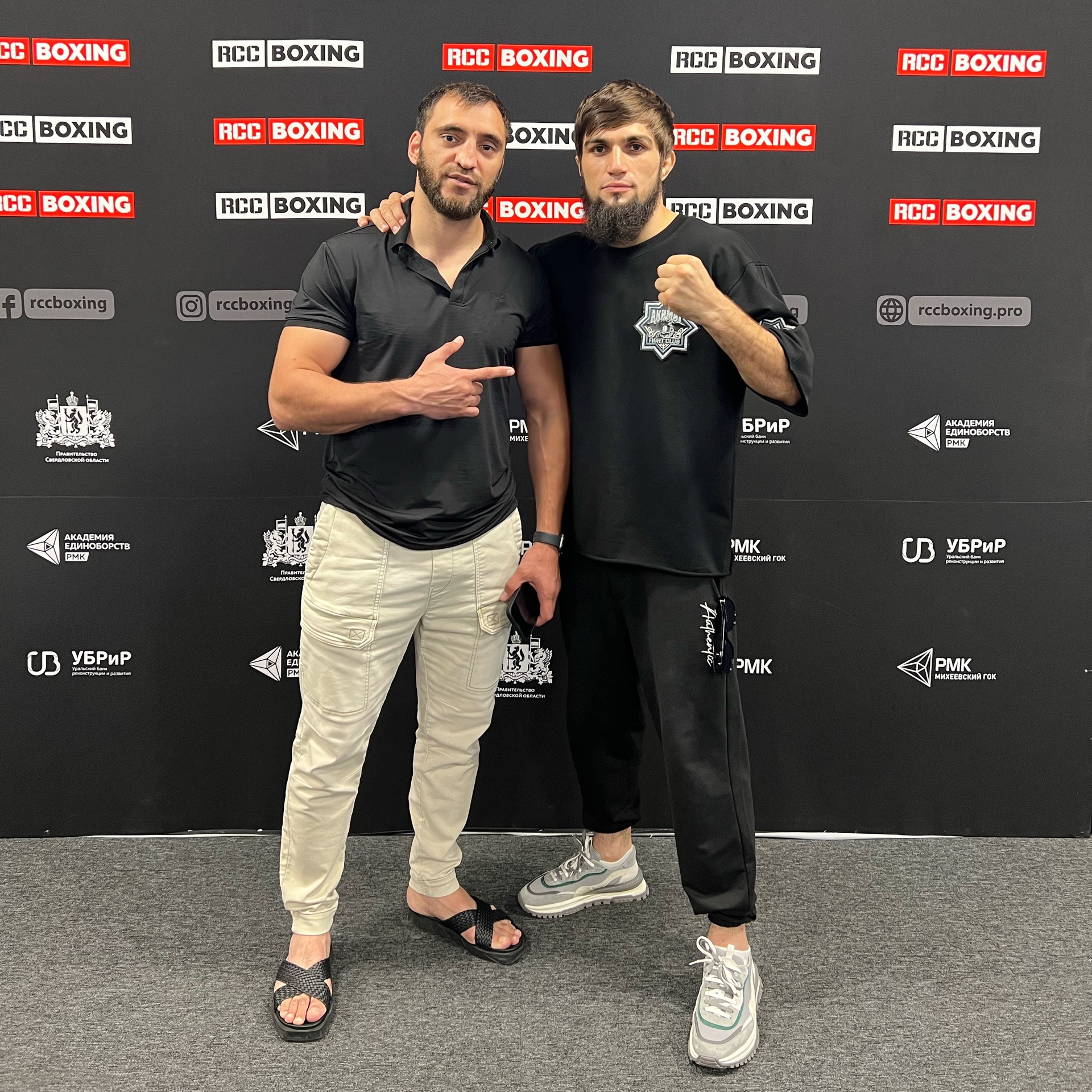
Хасан Халиев и Сайфуллах Хамбахадов (Москва, 2022 год)

Еще в школьные годы, Сайфуллах начал ходить на школьные секции бокса и греко-римской борьбы. Желание выстроить спортивную карьеру у Сайфуллаха зародилась с фильма Онг Бак. Пересмотрев данный фильм Сайфуллах загорелся желанием заняться тайским боксом. В 2008 году, в возрасте 15 лет Сайфуллах прекращает посещать школьные секции бокса и греко-римской борьбы и начинает посещать бойцовский клуб «Грозный» где были условия занятия Тайским боксом. Уже через короткое время молодой боец показывал впечатляющие результаты в стенах своего клуба и совсем скоро руководство клуба рассмотрела в Сайфуллахе перспективного бойца. С 2009 года Сайфуллах начинает выступать уже на соревнованиях в Чеченской Республике, в том же году он становится чемпионом Республики по юниорам в весе 63 кг. Сайфуллах выступал в любительских боях с 2009 по 2015 год, проводя 88 боев, успев стать 2-х кратным чемпионом России, Серебряным призером Чемпионата России, Чемпионом СКФО, Чемпионом международного турнира по тайскому боксу, Чемпионом кубка мира по кикбоксингу. В начале своей любительской карьеры, Сайфуллахе была вручена благодарственная грамота от Главы Чеченской Республики Рамзана Ахматовича Кадырова и премия в размере 30 тысяч рублей за развитие спорта в Республике. После этого, на закате любительской карьеры, в 2013 году, Сайфуллах улетел в Таиланд для участия в боях по тайскому боксу, где успел провести 4 боя.

## Титулы и достижения

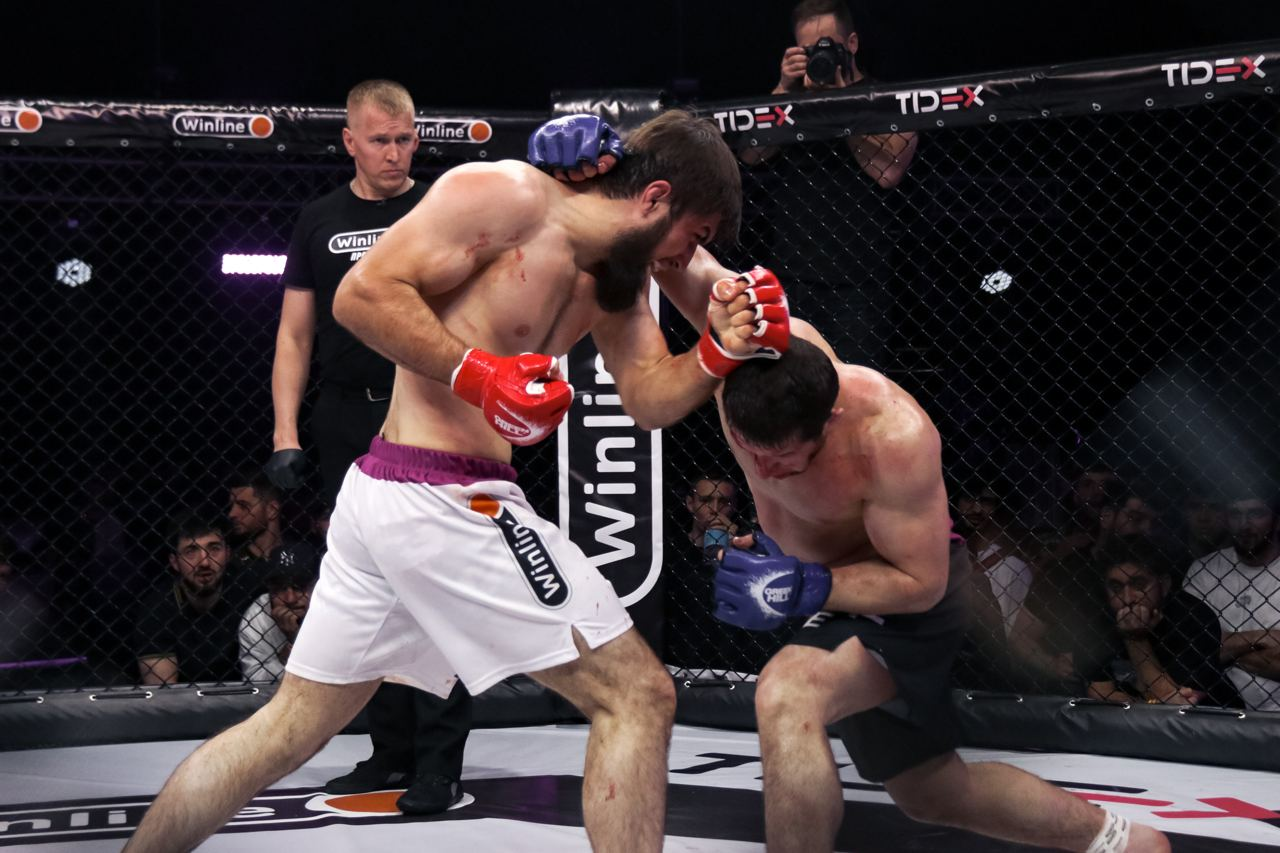
Сайфуллах Хамбахадов vs Шамиль Гасамбеков

- 2-х кратный Чемпион России по кикбоксингу (К1)
- Обладатель пояса ACB KB

## Результаты боёв в профессиональной карьере
| Боёв 49  | Побед 47 | Поражений 2 |
| -------- | -------- | ----------- |
| Нокаутом | 20       | 0           |
| Сдачей   | 0        | 0           |
| Решением | 27       | 2           |

## Социальные сети
- https://www.instagram.com/saifullakh_khambakhadov/